# Tursunbek Tschyngyschew

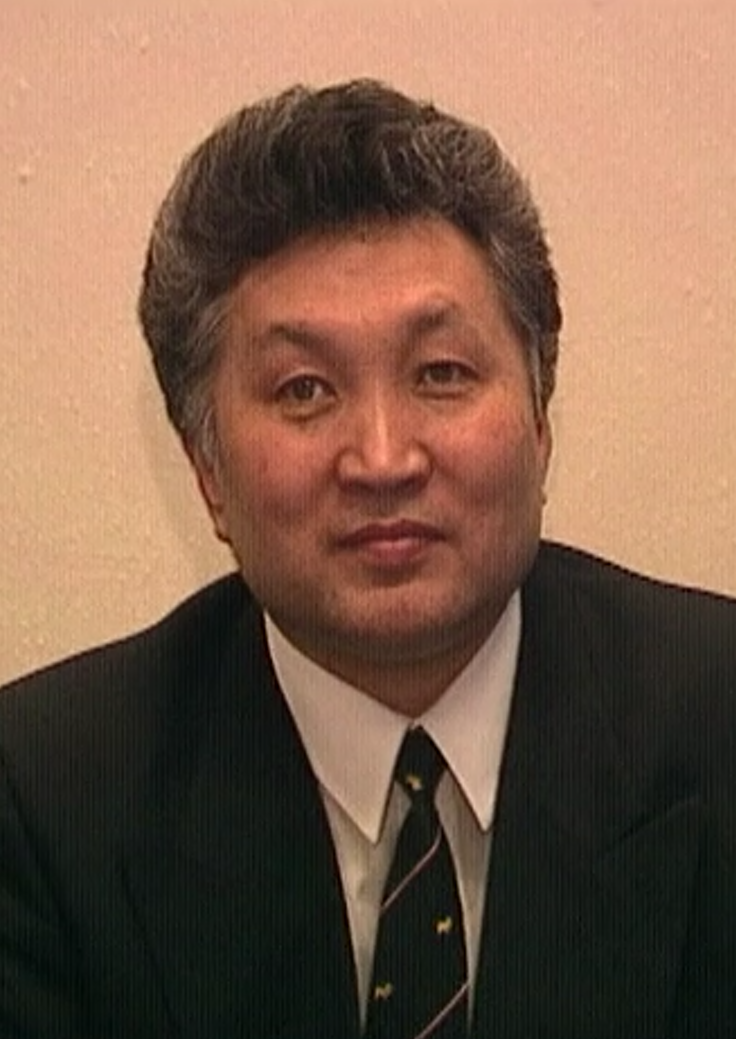
Tursunbek Tschyngyschew

Tursunbek Tschyngyschew (kirgisisch Турсунбек Чынгышев; * 15. Oktober 1942 in der Kirgisischen SSR) ist ein kirgisischer Politiker und ehemaliger Premierminister des zentralasiatischen Staates.

## Karriere
Tschyngyschew startete seine politische Karriere bereits in der Kirgisischen Sozialistischen Sowjetrepublik. Dort war er Mitglied der Kommunistischen Partei und machte sich vor allem als Wirtschaftspolitiker einen Namen. Bereits seit den 1980er-Jahren engagierte Tschyngyschew sich für Demokratie in Kirgisistan. Als Staatssekretär war Tschyngyschew bereits vor der Unabhängigkeit unter Askar Akajew tätig, der 1990 Präsident der Kirgisischen SSR wurde. Nach der Unabhängigkeit der Republik Kirgisistan am 31. August 1991 wurde Akajew Staatspräsident. Im Februar 1992 wurde Tschyngyschew als Nachfolger von Andrei Iordan Premierminister. Seine Amtszeit währte bis in den Dezember 1993, als er durch einen Korruptionsskandal um das Unternehmen Seabaco, das durch Goldschmuggel und Kontakte zum Organisierten Verbrechen aufgefallen war, zu Fall gebracht wurde. Ein erfolgreiches Misstrauensvotum beendete seine Amtszeit. Tschyngyschew setzte seine Karriere in der Privatwirtschaft vor, unter anderem bei der kirgisischen Ölgesellschaft und im Bankensektor.